# Portland (Tennessee)

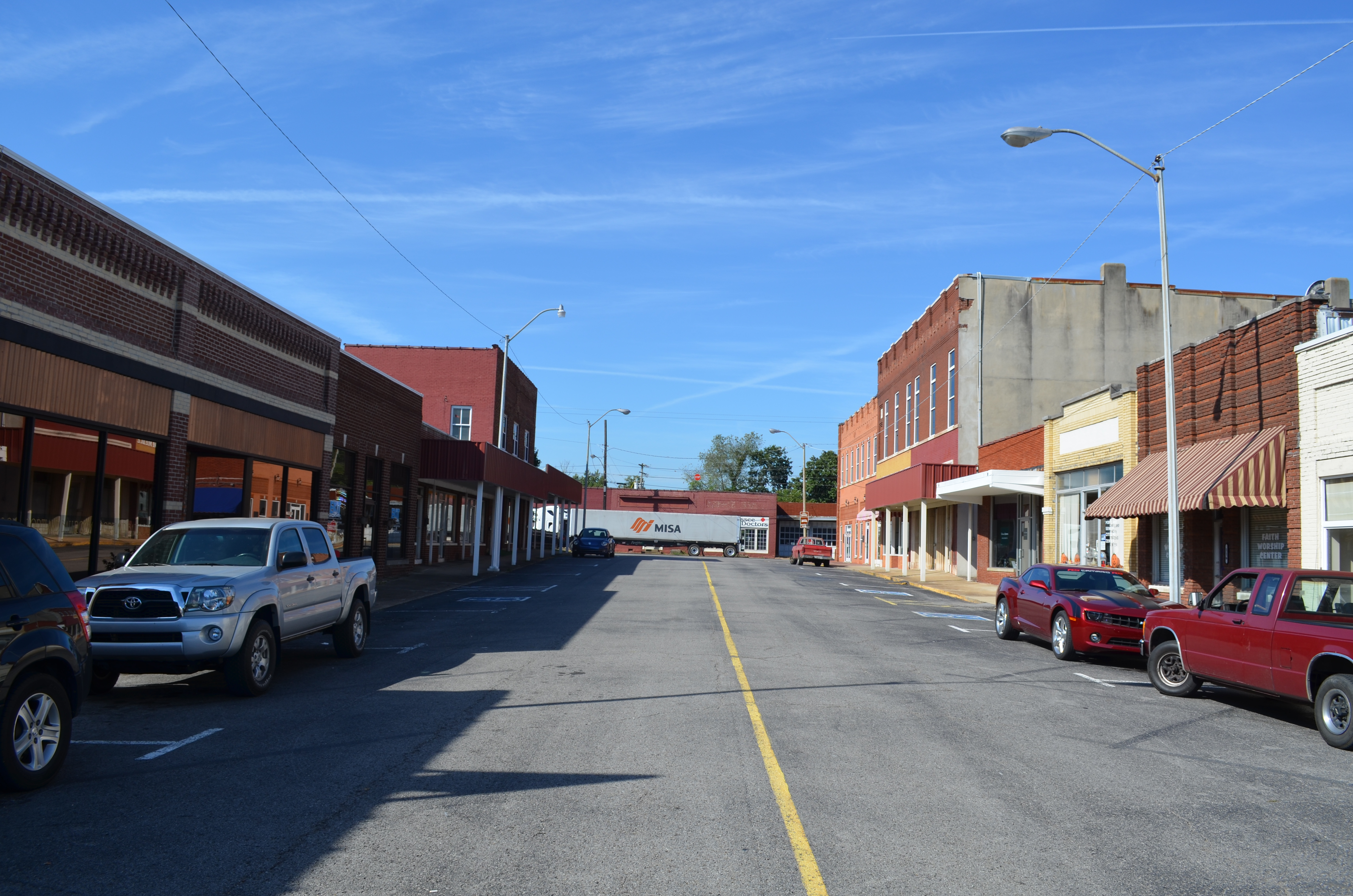
Główna ulica w Portland

Portland – miasto w Stanach Zjednoczonych, w stanie Tennessee, w hrabstwie Sumner.